# Tyler Mane
Daryl Karolat (Saskatoon, 8 de dezembro de 1966), mais conhecido pelo nome artístico Tyler Mane, é um ator e ex-lutador de wrestling canadense. Ficou conhecido por ter interpretado o personagem Victor Creed / Dentes-de-Sabre em X-Men (2000), e o assassino Michael Myers em Halloween (2007) e na sequência Halloween II (2009), dirigidos por Rob Zombie.

## Carreira de lutador de Wrestling
Seus 2,06 metros de altura e 135 kg facilitaram sua entrada no mundo do Wrestling. Tyler Mane iniciou sua carreira no World Championship Wrestling (WCW) em 1989, sob o nome "Nitron" (por vezes "Nitro"), o guarda-costas de "Woman". Após lutar sob diversos outros nomes, ele finalmente terminou sua carreira sob o nome "Big Sky", lutando ao lado de "Vinnie Vegas" em um time de lutadores. Depois que este deixou a WCW para se tornar "Diesel" na WWF, Tyler foi deixado no limbo e logo depois se aposentou da carreira de lutador de wrestling em 1996.

## Carreira no Cinema
Seu primeiro papel relevante como ator no Cinema, foi em 2000, em X-Men: O Filme, onde interpretou o vilão Dente de sabre, seguido pelos filmes Joe Sujo (2001), e O Escorpião Rei (2002). Em seguida, aparece em alguns filmes épicos, incluindo, seu papel como Ájax em Tróia (2004) ao lado de Brad Pitt e Eric Bana e em Hércules (2005).
Em 2005, a parceria com Rob Zombie, abre as portas para o mundo dos filmes de Terror, onde Tyler participou do filme Rejeitados Pelo Diabo no papel de Rufus.
Na nova versão do famoso Halloween - O Início (2007) de John Carpenter, também dirigido por Rob Zombie, Tyler conseguiu o papel de Michael Myers, o assassino que mata usando uma máscara branca. Em 2009, repete o seu papel para a sequência Halloween II, novamente dirigido por Rob Zombie. Tyler Mane disse que ele assistiu até 8 episódios da Halloween (série), para entender o personagem. Oito episódios significa que todos, exceto um, o terceiro, que, claro, Michael Myers não aparece. Não há notícias que Tyler Mane vai ser Myers em Halloween 3.

## Vida pessoal
Mane foi casado anteriormente com Jean Goertz de 1988 a 2003. Casou-se com a atriz Renae Geerlings em 2007.

## Filmografia

### Filmes
| Ani  | Título                      | Personagem                     | Notas                                     |
| ---- | --------------------------- | ------------------------------ | ----------------------------------------- |
| 1992 | Luchadores de las estrellas | El Vampiro Interespacial       | também conhecido como Starfighters        |
| 2000 | X-Men                       | Victor Creed / Dentes-de-Sabre |                                           |
| 2001 | Joe Dirt                    | Bondi                          |                                           |
| 2001 | How to Make a Monster       | Hardcore                       |                                           |
| 2002 | Black Mask 2: City of Masks | Thorn                          | Dublado por Louis Koo na versão Cantonesa |
| 2003 | Red Serpent                 | Tyler                          |                                           |
| 2004 | Troy                        | Ajax                           |                                           |
| 2005 | The Devil's Rejects         | Rufus "RJ" Firefly, Jr.        |                                           |
| 2007 | 07 Spaceys                  | Ele mesmo                      | Telefilme                                 |
| 2007 | Halloween                   | Michael Myers                  |                                           |
| 2009 | Halloween II                | Michael Myers                  |                                           |
| 2010 | Shooting Gunless            | Ele mesmo                      | Telefilme                                 |
| 2010 | Gunless                     | Jack                           |                                           |
| 2011 | 247°F                       | Wade                           |                                           |
| 2013 | Prey: The Light in the Dark | Prey                           | Curta-metragem                            |
| 2013 | Devil May Call              | John Reed Smith                |                                           |
| 2014 | Compound Fracture           | Michael Wolffsen               | também roteirista e produtor              |
| 2015 | Take 2: The Audition        | Hal Wolfe                      |                                           |
| 2017 | Check Point                 | Deputy Stacks                  | também produtor associado                 |
| 2017 | Victor Crowley              | Bernard                        |                                           |
| 2018 | Abnormal Attraction         | Bernie 'the Cyclops'           |                                           |
| 2019 | The Silent Natural          | Tommy McCarthy                 |                                           |
| 2019 | Miracle in East Texas       | Thurman Dial                   | também conhecido como East Texas Oil      |
| 2019 | Playing with Fire           | Axe                            |                                           |
| 2020 | Bring Me a Dream            | The Sandman                    |                                           |
| 2020 | Penance Lane                | Crimson Matthews               | também produtor                           |
| 2020 | Entrenchment                | Andrew Woodsman                |                                           |
| 2024 | Dead North                  | Bear                           | Curta-metragem                            |
| 2024 | Psychosis                   | Jared McLaren                  | Pós-produção                              |
| 2024 | Deadpool & Wolverine        | Victor Creed / Dentes-de-Sabre |                                           |

### Televisão
| Year      | Title                          | Role                      | Notes                                        |
| --------- | ------------------------------ | ------------------------- | -------------------------------------------- |
| 1999      | Party of Five                  | Mr. Mayhem                | Episode: "Wrestling Demons"                  |
| 2000-2002 | Son of the Beach               | Adolf Manson              | 2 episodes                                   |
| 2001      | V.I.P.                         | Himself                   | Episode: "South by Southwest"                |
| 2005      | Hercules                       | Antaeus                   | Miniseries                                   |
| 2006      | Monk                           | Dirk - Motorcycle Rider   | Episode: "Mr. Monk and the Big Reward"       |
| 2006      | My Boys                        | Doorman                   | Episode: "Take One for the Team"             |
| 2011      | Awkward Embraces               | The Bagel Guy             | Episode: "The Accountant"                    |
| 2011      | Cinemassacre's Monster Madness | Michael Myers             | Episode: "Halloween Remakes" Archive footage |
| 2011-2012 | Chopper                        | Chopper / Jeremiah Carver | Web series; 7 episodes                       |
| 2014      | The Librarians                 | Minotaur                  | Episode: "And the Horns of a Dilemma"        |
| 2017      | Midnight, Texas                | Faceless Supernatural     | Episode: "Last Temptation of Midnight"       |
| 2018      | Half Untold                    | Bayonne                   | Episode: "Pilot"                             |
| 2021      | Knight's End                   | Unknown                   | Episode: "Veritatis"                         |
| 2021      | Jupiter's Legacy               | Blackstar                 | Recurring role; 5 episodes                   |
| 2022-2023 | Doom Patrol                    | Richard Frank / Torminox  | 4 episodes                                   |